# 9826 Ehrenfreund
9826 Ehrenfreund è un asteroide della fascia principale. Scoperto nel 1977, presenta un'orbita caratterizzata da un semiasse maggiore pari a 2,9947702 UA e da un'eccentricità di 0,0928393, inclinata di 8,93325° rispetto all'eclittica.